# Stazione di San Paolo Solbrito
La stazione di San Paolo Solbrito è una fermata ferroviaria posta sulla Ferrovia Torino-Genova, al servizio del territorio di San Paolo Solbrito e del vicino paese di Roatto.

## Storia
La fermata venne attivata nel 1849, all'apertura della tratta ferroviaria Trofarello-Asti.

## Strutture ed impianti
Il piazzale binari comprende i soli 2 binari passanti della linea, serviti ciascuno da una propria banchina. Le due sono collegate mediante un soprapassaggio.

## Servizi
La fermata dispone di:
- Sala di attesa

## Interscambi
Nelle vicinanze della fermata non sono presenti fermate per le linee extraurbane per la provincia.

## Movimento
La stazione risulta serviti dai treni regionali del SFM 6 Torino Stura-Asti.